# Frillestads landskommun
Frillestads landskommun var en tidigare kommun i dåvarande Malmöhus län. 

## Administrativ historik
Kommunen bildades i Frillestads socken i Luggude härad i Skåne när 1862 års kommunalförordningar trädde i kraft. 
Vid kommunreformen 1952 uppgick kommunen i Mörarps landskommun som 1971 uppgick i Helsingborgs kommun.

## Politik

### Mandatfördelning i valen 1935–1946
| 20 |

| 20 |

| 7 | 7 | 6 |

| 20 |

| 9 | 3 | 8 |

| 20 |

| 8 | 4 | 8 |

| 20 |